# القوات البحرية الصومالية
البحرية الصومالية (بالصومالية: Ciidamada Badda Soomaaliya)‏، أو القوات البحرية الصومالية، هي فرع من خدمة الحرب البحرية للقوات المسلحة الصومالية خلال فترة ما بعد الاستقلال، قامت البحرية الصومالية في الغالب بدوريات بحرية لمنع السفن التي تتعدى بشكل غير قانوني على الحدود البحرية للبلاد. كما تعاونت البحرية الصومالية والقوات الجوية الصومالية بشكل منتظم بالإضافة إلى ذلك، نفذت البحرية الصومالية مهام البحث والإنقاذ أيضًا.
تأسست البحرية الصومالية في 1964 بمساعدة المستشارين العسكريين السوفيت. وكانت قواعدها في بربرة، على خليج عدن وكيسمايو على المحيط الهندي بالقرب من الحدود مع كينيا. كما قامت بتشغيل منشأة رادار في مركا. وتألف مخزونها من زوارق دورية سوفيتية الصنع. أنهى سياد بري معاهدة الصداقة والتعاون مع موسكو وطرد جميع المستشارين العسكريين السوفييت من الصومال بسبب تدخلهم في حرب أوغادين في 1977.
ضم المخزون البحري على زورقي هجوم سريع فئة أوسا-2 مسلحين بالصواريخ من الاتحاد السوفيتي، وأربع زوارق طوربيد هجومية سريعة فئة (Mol PFT)، والعديد من زوارق الدورية في 1990، امتلكت البحرية أيضاً سفينة إنزال سوفيتية فئة بولنوتشيني قادرة على حمل خمس دبابات و120 جنديًا وأربع زوارق إنزال أصغر. انحلت البحرية مع سقوط نظام بري في 1990-1991 هناك تقارير تفيد بأن بعض السفن لجأت إلى عدن.

### إعادة التأسيس
أعيد تأسيس البحرية الصومالية في يونيو 2009، مع تعيين الأدميرال فارح عمر أحمد قائداً جديداً لها.
خضع ما يقارب 500 من أفراد البحرية للتدريب في مقديشو، والذي انتهي في ديسمبر 2009. يُذكر أنهم الدفعة الأولى من 5000 فرد يُشكلون القوة البحرية. وقال الأدميرال فارح أحمد عمر لمراسل نيويوركر في ديسمبر 2009 أن البحرية كانت «لا شيء عمليًا» في ذلك الوقت، على الرغم من وجود خمسمائة مجند جديد تحت التدريب.
كما ذكر أن المجندين يتقاضون 60 دولارًا شهريًا.
قدم وفد صومالي زار تركيا في أغسطس 2011 طلبًا لسفينتي بحث وإنقاذ وستة زوارق لخفر السواحل تبلغ قيمتهم حوالي 250 مليون يورو، في حال الموافقة على الطلب، فربما تتحول البحرية الصومالية الجديدة إلى قوة بحرية أقوى، قادرة على كبح القرصنة وحماية سواحل الصومال.
دعا اتفاق تعاوني بين الحكومة الفيدرالية الانتقالية وبونتلاند إلى إنشاء قوة بحرية صومالية في أغسطس 2011.
أعلنت دولة الإمارات العربية المتحدة عن مساهمة قدرها مليون دولار لتعزيز الأمن البحري الصومالي في 30 يونيو 2012. وسيجرى شراء القوارب والمعدات ومعدات الاتصال اللازمة لإعادة بناء خفر السواحل. كما خُطط لإنشاء قيادة عمليات بحرية مركزية في مقديشو.
أُعلن أن القوات البحرية التركية تبرعت بالعديد من سفن الدوريات و السفن البرمائية للبحرية الصومالية كشكل من أشكال المساعدة العسكرية للصومال ولتنفيذ التزامها تجاه فرقة العمل المشتركة للأمم في 23 يناير 2020.

لقاء بين ضابط في البحرية الصومالية لضباط كل من البحرية السودانيه والبحرية الجيبوتية في عام 2013، حيث عرضوا شراكات الصومال البحرية مع القوات البحرية حول البحر الأحمر والقرن الإفريقي.

خططت الصين والبحرية الصومالية في يوليو 2020، لتسيير دوريات بحرية مشتركة في المياه بما في ذلك ساحل أرض الصومال.

## السفن والمعدات

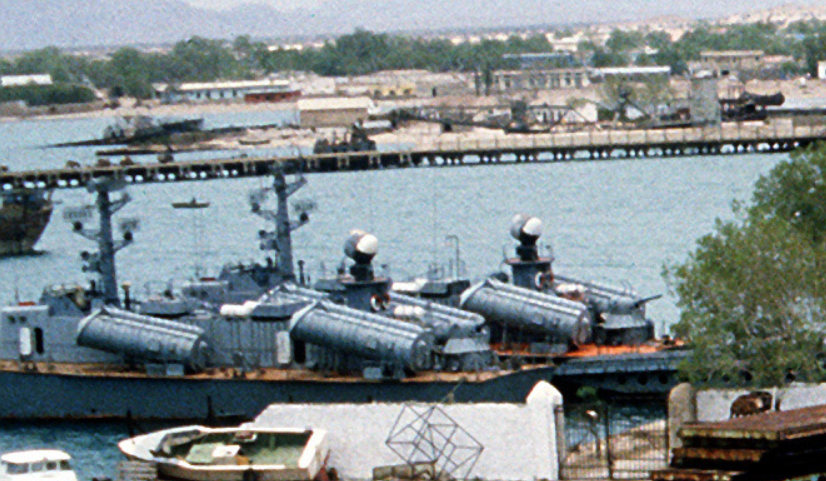
صاروخان تابعان للبحرية الصومالية في أغسطس 1983.

### المعدات الحالية
| فئة                | النوع                       | بلد التصنيع | عملية |
| ------------------ | --------------------------- | ----------- | ----- |
| ONUK MRTP Class 16 | زورق دورية                  | تركيا       | 11    |
| Grand RIB          | قارب مطاطي صلب [الإنجليزية] | أوكرانيا    | 8     |

### فئة السبعينيات
فيما يلي المعدات الرئيسية للبحرية الصومالية في السبعينيات 
| فئة                        | النوع                   | بلد التصنيع      | عملية       |
| زورق صواريخ                | زورق صواريخ             | زورق صواريخ      | زورق صواريخ |
| -------------------------- | ----------------------- | ---------------- | ----------- |
| أوسا (فئة زورق صواريخ)     | زورق صواريخ             | الاتحاد السوفيتي | 2           |
| مركبة هجوم سريع مسلحة      | زورق صواريخ             | الاتحاد السوفيتي | 4           |
| زورق دوريةs                |                         |                  |             |
| زورق دورية من طراز بوليكات | قارب بي تي [الإنجليزية] | الاتحاد السوفيتي | 5           |

## الرتب والزي الرسمي

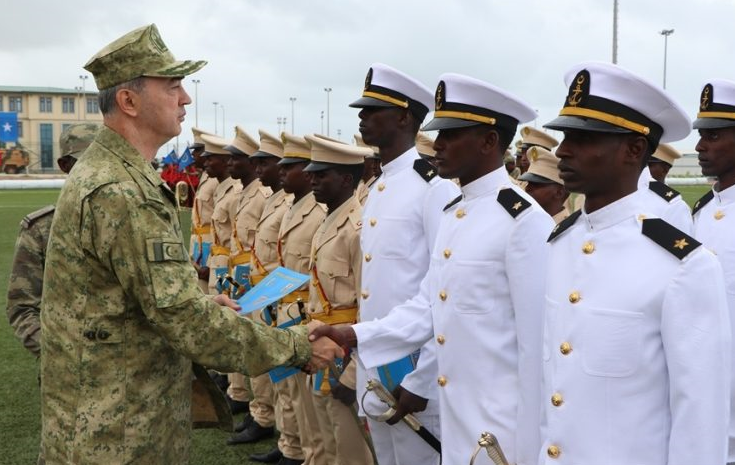
شبان من الضباط الصوماليين يرتدون الزي الرسمي ويحملون سيوفًا احتفالا بتخرجهم من أكاديمية توركسوم البحرية عام 2018

يرتدي أفراد البحرية الصومالية زيًا مموهًا ولكن مع ألواح كتف سوداء لتعريفهم بأنهم رجال البحرية. يرتدون أيضًا قبعات سوداء للتعرف عليهم على هذا النحو، زي خدمتهم أبيض اللون، وهم يرتدون تقليديًا ربطات عنق سوداء جنبًا إلى جنب مع سترة بيضاء وقميص وسراويل وأحزمة، وإذا سمحت رتبهم، فإن الأربطة الذهبية على زيهم الرسمي وأربطة سوداء على لباس الخدمة العادي الخاص بهم وبقع سوداء مع تصميم مزخرف ذهبي أكثر لضباط العلم والأحذية الرسمية السوداء، ولكن في السنوات الأخيرة، يرتدي المتخرجون ذوي الياقات العالية من أكاديمية تاسك أيضًا. قد يكون لديه شريط أحمر أسفل ألواح كتفهم على غرار تلك الموجودة في البحرية اليمنية لتعريفهم كضباط أركان، كما تستخدم البحرية أيضًا شارات رتبة الأكمام هناك أيضًا زي كاكي تستخدمه البحرية مع احتفاظهم بألواح الكتف السوداء والدانتيل والقبعات، على الرغم من أن الضباط قد يرتدون قبعة مرتفعة.

### الرتب
رتب الضباط
| القوة العسكرية             | الضباط الأمراء     | الضباط الأمراء     | الضباط الأمراء     | الضباط الأمراء      | الضباط الأمراء      | الضباط الأمراء      | الضباط الأمراء      | الضباط الأمراء       | الضباط الأمراء       | الضباط الأمراء | الضباط القادة  | الضباط القادة | الضباط القادة | الضباط القادة          | الضباط القادة          | الضباط القادة          | الضباط الأعوان | الضباط الأعوان | الضباط الأعوان | الضباط الأعوان | الضباط الأعوان | الضباط الأعوان | الضباط الأعوان | الضباط الأعوان | الطلاب | الطلاب | الطلاب | الطلاب | الطلاب | الطلاب | الطلاب | الطلاب | الطلاب | الطلاب | الطلاب | الطلاب |
| -------------------------- | ------------------ | ------------------ | ------------------ | ------------------- | ------------------- | ------------------- | ------------------- | -------------------- | -------------------- | -------------- | -------------- | ------------- | ------------- | ---------------------- | ---------------------- | ---------------------- | -------------- | -------------- | -------------- | -------------- | -------------- | -------------- | -------------- | -------------- | ------ | ------ | ------ | ------ | ------ | ------ | ------ | ------ | ------ | ------ | ------ | ------ |
| القوات البحرية الصومالية · |                    |                    |                    |                     |                     |                     |                     |                      |                      |                |                |               |               |                        |                        |                        |                |                |                |                |                |                |                |                |        |        |        |        |        |        |        |        |        |        |        |        |
| فريق Admiraal guud         | فريق Admiraal guud | لواء Admiraal gaas | لواء Admiraal gaas | عميد Admiraal guuto | عميد Admiraal guuto | عقيد Gashaanle sare | عقيد Gashaanle sare | مقدم Gashaanle dhexe | مقدم Gashaanle dhexe | رائد Gashaanle | رائد Gashaanle | نقيب Dhamme   | نقيب Dhamme   | ملازم أول Laba xídígle | ملازم أول Laba xídígle | ملازم أول Laba xídígle | ملازم Xídígle  | ملازم Xídígle  | ملازم Xídígle  |                |                |                |                |                |        |        |        |        |        |        |        |        |        |        |        |        |

رتب صف الضباط
| مجموعة الرتب               | كبار ضباط الصف             | كبار ضباط الصف             | كبار ضباط الصف             | كبار ضباط الصف                  | كبار ضباط الصف                  | كبار ضباط الصف                  | كبار ضباط الصف                 | كبار ضباط الصف                 | كبار ضباط الصف          | كبار ضباط الصف          | كبار ضباط الصف        | كبار ضباط الصف        | كبار ضباط الصف        | كبار ضباط الصف        | كبار ضباط الصف        | كبار ضباط الصف        | كبار ضباط الصف   | كبار ضباط الصف   | كبار ضباط الصف   | كبار ضباط الصف   | كبار ضباط الصف | كبار ضباط الصف | صغار ضباط الصف | صغار ضباط الصف | صغار ضباط الصف | صغار ضباط الصف | صغار ضباط الصف | صغار ضباط الصف | مجندون     | مجندون     | مجندون    | مجندون    | مجندون    | مجندون    | مجندون    | مجندون    |
| -------------------------- | -------------------------- | -------------------------- | -------------------------- | ------------------------------- | ------------------------------- | ------------------------------- | ------------------------------ | ------------------------------ | ----------------------- | ----------------------- | --------------------- | --------------------- | --------------------- | --------------------- | --------------------- | --------------------- | ---------------- | ---------------- | ---------------- | ---------------- | -------------- | -------------- | -------------- | -------------- | -------------- | -------------- | -------------- | -------------- | ---------- | ---------- | --------- | --------- | --------- | --------- | --------- | --------- |
| القوات البحرية الصومالية · |                            |                            |                            |                                 |                                 |                                 |                                |                                |                         |                         |                       |                       |                       |                       |                       |                       |                  |                  |                  |                  |                |                |                |                |                |                |                |                | بدون شارة  | بدون شارة  | بدون شارة | بدون شارة | بدون شارة | بدون شارة | بدون شارة | بدون شارة |
| القوات البحرية الصومالية · | مرشح ضابط Musharax sarkaal | مرشح ضابط Musharax sarkaal | مرشح ضابط Musharax sarkaal | مساعدة درجة ثالثة Sadex xarígle | مساعدة درجة ثالثة Sadex xarígle | مساعدة درجة ثالثة Sadex xarígle | مساعدة درجة ثانية Laba xarígle | مساعدة درجة ثانية Laba xarígle | مساعد درجة أولى Xarígle | مساعد درجة أولى Xarígle | رقيب أول Sadex alífle | رقيب أول Sadex alífle | رقيب أول Sadex alífle | رقيب أول Sadex alífle | رقيب أول Sadex alífle | رقيب أول Sadex alífle | رقيب Laba alífle | رقيب Laba alífle | رقيب Laba alífle | رقيب Laba alífle | عريف Alífle    | عريف Alífle    | بحار Dable     | بحار Dable     | بحار Dable     | بحار Dable     | بحار Dable     | بحار Dable     | بحار Dable | بحار Dable |           |           |           |           |           |           |

1. ↑  
رئيس الصومال يعين قائدا جديدا لقوات البحرية وخفر السواحل. 15 نوفمبر 2022. مؤرشف من الأصل في 2023-07-24. {{استشهاد بكتاب}}: |archive-date= / |archive-url= timestamp mismatch (مساعدة)
2. ↑  Nenova؛ , (نوفمبر 2004). "Anarchy and Invention" (PDF). Public Policy for the Private Sector ع. 280. مؤرشف من الأصل (PDF) في 2008-03-07. اطلع عليه بتاريخ 2008-03-10. {{استشهاد بدورية محكمة}}: الوسيط |مؤلف2= يحوي أسماء رقمية (مساعدة)صيانة الاستشهاد: علامات ترقيم زائدة (link)
3. ↑  
قوة بحرية صومالية لمجابهة القرصنة. 14 أغسطس 2009. مؤرشف من الأصل في 2023-07-24.
4. ↑  "Arms Trade Register". SIPRI. مؤرشف من الأصل في 2010-04-14. اطلع عليه بتاريخ 2012-06-24.
5. 1 2  Lehr، Peter، المحرر (2007). Violence at sea : piracy in the age of global terrorism. New York [u.a.]: Routledge. ISBN:978-0415953207.
6. ↑  "Country Data - Somalia". مؤرشف من الأصل في 2023-06-16. اطلع عليه بتاريخ 2015-06-22.
7. ↑  Helen Chapin Metz, ed., Somalia: A Country Study, p.206.
8. ↑  "Somalia gets new navy force after years of absence". English.people.com.cn. مؤرشف من الأصل في 2016-11-17. اطلع عليه بتاريخ 2014-10-23.
9. ↑  "Somalia gets new navy force after years of absence". English.people.com.cn. مؤرشف من الأصل في 2016-11-17. اطلع عليه بتاريخ 2014-10-23.
10. ↑  Anderson, Jon Lee (7 Dec 2009). "The Most Failed State". New Yorker (بالإنجليزية). ISSN:0028-792X. Archived from the original on 2023-02-27. Retrieved 2019-07-13.
11. ↑  "BBC News - Somali navy chief: World's worst job?". News.bbc.co.uk. مؤرشف من الأصل في 2022-12-12. اطلع عليه بتاريخ 2014-10-23.
12. ↑  "TURKEY - Starving Somalia asks for coast guard ships". hurriyetdailynews.com. مؤرشف من الأصل في 2016-11-17.
13. 1 2  "Somalia: Puntland President Speech at Constitutional Conference in Garowe". Maritimesecurity.asia. مؤرشف من الأصل في 2023-05-29. اطلع عليه بتاريخ 2014-10-23.
14. ↑  Turkiga oo Doomo Dagaal ku wareejiyay Ciidamada Badda ee Soomaaliya (بالإنجليزية), Archived from the original on 2021-12-20, Retrieved 2020-01-31
15. ↑  "China-Somalia to Conduct Joint Naval Patrols". NewsX. مؤرشف من الأصل في 2021-12-20.
16. ↑  "Why is China so worried about the new alliance between Taiwan and Somaliland?". Telegraph. مؤرشف من الأصل في 2022-10-07.
17. ↑  Polmar، Norman (1991). The Naval Institute guide to the Soviet Navy. Annapolis, Md: Naval Institute Press. ISBN:9780870212413.
18. ↑  Khadar (11 يونيو 2017). "Image of Rear Admiral Farah Qare in Service Uniform". Goobjoog Education. اطلع عليه بتاريخ 2020-03-08.[وصلة مكسورة]
19. ↑  "Taliyaha Ciidamada Badda Soomaaliya oo shaaciyay inaysan difaaci doonin Doomaha iyo kalluumeysata aan Sharciyeysnayn (SAWIRRO)". www.hiiraan.com. مؤرشف من الأصل في 2021-06-14. اطلع عليه بتاريخ 2020-05-30.
20. ↑  "Xarunta Ciidanka Badda Soomaaliya Oo La Dhagax-dhigay (Stone Laying of the Somali Naval Forces Headquarters) (Video is in Somali)". YouTube. Waafi Films. 17 سبتمبر 2018. مؤرشف من الأصل في 2023-07-25. اطلع عليه بتاريخ 2020-03-17.{{استشهاد ويب}}:  صيانة الاستشهاد: BOT: original URL status unknown (link)
21. 1 2  Ehrenreich، Frederick (1982). "الأمن القومي". في Nelson، Harold N. (المحرر). الصومال: دراسة قُطرية (PDF). كتيب المنطقة (ط. الثالث). واشنطن العاصمة: مكتبة الكونجرس. ص. 257. اطلع عليه بتاريخ 2021-10-21.